# 锡默拉特
锡默拉特（德語：Simmerath，發音：[ˈzɪməʁaːt]）是德国北莱茵-威斯特法伦州科隆行政区亚琛城市区的市镇，面积110.92平方千米，2023年12月31日人口为15,955人。